# Zbigniew Rudziński
Zbigniew Rudziński (ur. 23 października 1935 w Czechowicach, zm. 9 maja 2019 w Warszawie) – polski kompozytor i pedagog.

## Życiorys
Gry na fortepianie uczył się początkowo prywatnie, a następnie w Państwowej Szkole Muzycznej w Warszawie (1949−1956). W 1952 ukończył Państwowe Gimnazjum i Liceum im. Stefana Batorego w Warszawie. W latach 1952–1953 studiował filologię angielską na Uniwersytecie Warszawskim. W latach 1956–1962 studiował kompozycję w klasie Piotra Perkowskiego w Państwowej Wyższej Szkole Muzycznej w Warszawie. W latach 1965–1966 studiował w Paryżu u Nadii Boulanger w ramach stypendium Rządu Francuskiego. W 1968 założył zespół „Ad Novum” specjalizujący się w wykonywaniu muzyki współczesnej. W latach 1970–1971 studiował w Holandii jako stypendysta Rządu Holenderskiego.
Zbigniew Rudziński w latach 1962–1968 pełnił funkcję dyrektora działu muzycznego Warszawskiego Studia Filmów Dokumentalnych.
Od 1973 wykładał kompozycję, instrumentację symfoniczną oraz współczesne techniki kompozytorskie w Akademii Muzycznej w Warszawie, z tytułem docenta (1975), a następnie z tytułem profesora zwyczajnego (od 1989). W latach 1980–1981 był dziekanem Wydziału Kompozycji, w latach 1981–1984 prorektorem warszawskiej uczelni.
Prowadził wykłady podczas International Conference on New Musical Notation na State University Ghent w Belgii (1974), International Seminar for Composers w Ohrid w Jugosławii (1975), International Summer Composition Courses (1977 – Wenecja, 1978 – Olsztyn, 1979 – Kazimierz nad Wisłą), Internationales Jugend Festspieltreffen w Bayreuth w Niemczech (1983−89), w Akademii Sibeliusa w Helsinkach (1987), Royal Academy of Music w Londynie (1990) i Keimyung University w Daegu w Korei Południowej (1993, 1996, 2000−2005).
Od 1960 był członkiem Związku Kompozytorów Polskich – członkiem Zarządu Głównego (1968−1980), skarbnikiem (1981−1982) oraz sekretarzem generalnym ZKP (1985−1986). Pełnił funkcję dyrektora Composer’s Workshop w Bayreuth (1983−1989).

## Twórczość
Spuścizną Rudzińskiego jest bogata twórczość kameralna, w tym wiele utworów na instrumenty perkusyjne. Napisał kilka zbiorów piosenek dla dzieci, niektóre z nich do dzisiaj obecne są w szkolnych programach muzyki. Skomponował wiele dzieł symfonicznych oraz 2 opery. Równolegle tworzył muzykę do filmów, oraz słuchowisk radiowych, a także filmów animowanych dla dzieci.

## Nagrody
- 1960 – Nagroda na Konkursie Kompozytorskim z okazji 150-lecia Konserwatorium Warszawskiego za „Sonatę na 2 kwartety smyczkowe, *fortepian i kotły”
- 1962 – II Nagroda (I nie przyznano) na Konkursie Młodych Związku Kompozytorów Polskich za „Epigramy” na flet, chór i perkusję
- 1979, 1985 – Nagroda Ministra Kultury i Sztuki za działalność pedagogiczną
- 1986 – Nagroda Prezesa Rady Ministrów za twórczość dla dzieci i młodzieży
- 1988 – Nagroda na Neue Musiktheater-Werkstatt w Berlinie za operę „Manekiny”
- 1991 – Nagroda Związku Kompozytorów Polskich

## Odznaczenia
- 1975 – Srebrny Krzyż Zasługi
- 2010 – Krzyż Kawalerski Orderu Odrodzenia Polski[3]
- 2015 – Brązowy Medal „Zasłużony Kulturze Gloria Artis”

## Twórczość

### Utwory kameralne
- Trio na 2 klarnety i fagot (1958)
- Sonata na klarnet i fortepian (1959)
- Sonata na 2 kwartety smyczkowe, fortepian i kotły (1960)
- Epigramy na flet, fortepian, 2 chóry żeńskie i perkusję (1962)
- Trio smyczkowe (1964)
- Studium na C na zespół o dowolnym składzie instrumentów (1964)
- Impromptu na 2 fortepiany, 3 wiolonczele i perkusję (1966)
- Kwartet na 2 fortepiany i 2 perkusje (1969)
- Tutti e solo na sopran, flet, róg i fortepian (1973)
- Sonata "Pastoralna" na skrzypce i fortepian (1976-78)
- Campanella na zespół perkusyjny (1977)
- Trytony na zespół perkusyjny (1979-80)
- Kolęda Matki Bożej na bas, dzwony i smyczki (1984)
- Suita polska na 8 żeńskich głosów (lub chór żeński) i fortepian (1990)
- Trzy portrety romantyczne na 12 saksofonów (1991)
- Kwartet smyczkowy (1957/2011)

### Utwory na fortepian
- Dwa preludia na fortepian (ok. 1955)
- Mała suita na fortepian (ok. 1955)
- Utwory taneczne na fortepian (1955)
- Wariacje na fortepian (1956)
- Sonata na fortepian (1975)

### Pieśni
- Cztery piosenki ludowe na sopran i fortepian (1955)
- Dwie pieśni na sopran i fortepian (1956)
- Cztery pieśni na baryton i zespół kameralny (1960-61)
- Trzy pieśni na tenor i 2 fortepiany (1968)
- Kap...kap...kap..., 13 piosenek dla dzieci na głos z fortepianem (1975-80)
- Księga godzin, 5 romantycznych pieśni na mezzosopran i trio fortepianowe (1983-84)
- Nie lękaj się na sopran i fortepian (1986)
- To nie są sny, 6 pieśni na mezzosopran i fortepian (1987)
- Posłuchaj... na sopran i fortepian (1993)

### Utwory na orkiestrę
- Allegro giocoso na małą orkiestrę symfoniczną (1958)

- Contra fidem na orkiestrę symfoniczną (1963-64)
- Moments musicaux I na orkiestrę symfoniczną (1965)
- Moments musicaux II na orkiestrę symfoniczną (1967)
- Moments musicaux III na orkiestrę symfoniczną (1968)
- Symfonia na chór męski, instrumenty dęte, perkusję i 2 fortepiany (1969)
- Muzyka nocą na małą orkiestrę (1970)
- Requiem ofiarom wojen (wersja I) na recytatora, chór i orkiestrę (1971)
- Requiem ofiarom wojen (wersja II) na chór i orkiestrę (1971)
- Requiem ofiarom wojen (wersja III) na mezzosopran, chór i orkiestrę (1975)
- Requiem ofiarom wojen (wersja IV) na sopran, recytatora, chór i orkiestrę (1989)
- Struny na ziemi na sopran i orkiestrę smyczkową (1982)

### Utwory sceniczne
- Manekiny, opera kameralna (1981)
- Antygona, opera (2001)

### Muzyka filmowa
- 1963 – „Wiano” (reż. Jan Łomnicki) – autor muzyki
- 1971 – „Jak będziemy mieszkać w roku 2000” (reż. Jerzy Kaden) /film dokumentalny/ – autor muzyki
- 1971 – „Sierpień – zapis kronikalny” (reż. Kazimierz Karabasz) – autor muzyki
- 1976–1977 – „Gucio i Cezar” /film animowany/ – autor muzyki
- 1984 – „Cień już niedaleko” (reż. Kazimierz Karabasz) – autor muzyki, wykonanie muzyki

## Dyskografia
- Sonata for piano, OLYMPIA OCD 316
- Sonata (wyk. Andrzej Dutkiewicz – fortepian) MUZA Polskie Nagrania
- Requiem for the War Victims, Polskie Nagrania MUZA, SX 1595